# Kirakira (藤原さくらの曲)
「Kirakira」（キラキラ）は、日本のシンガーソングライター・藤原さくらの楽曲。2021年4月9日にSPEEDSTAR RECORDSからデジタルシングルとしてリリースされた。

## 概要
「Kirakira」は、2020年10月にリリースされた3rdアルバム『SUPERMARKET』から約5ヶ月半ぶりとなるデジタルシングル。配信リリースされた同日の2021年4月9日に東京・中野サンプラザホールで開催されたワンマンライブ「Sakura Fujiwara Live 2021 "SUPERMARKET"」で初パフォーマンスされた。
作詞・作曲は藤原さくら。プロデューサー・共同作曲者としてAPOGEEの永野亮が参加し、佐瀬悠輔（GENTLE FOREST JAZZ BAND）がフリューゲルホルンで参加。ジャケットデザインは藤田二郎が担当。

## 制作背景
永野亮との共同制作は2017年リリースされた「Someday」「 春の歌」「はんぶんこ」以来、約4年ぶりとなった。
「Kirakira」はニューオーリンズのセカンドラインビートを基調にした、色とりどりの楽器が散りばめられたカラフルなポップソング。「日本語でポップな曲を作ろう」という意思のもとに制作を開始。永野亮の曲「Path」のような明るさとアルバム『SUPERMARKET』を踏襲するようなヒップホップ的なビート感というコンセプトで制作された。最初は永野亮による打ち込みの音だけで作る予定だったが、スタッフからの「生の楽器を入れたら面白いかもね」というアイデアを受けて、佐瀬悠輔によるフリューゲルホルンの音が加わった。
「何気ない日常を楽しむ気持ち」「何事も捉え方次第で良い方向に持っていける」という思いを歌った曲。太陽の当たる家に引越しをしたことがきっかけで藤原自身の生活に変化が生まれ、特に朝の時間帯が充実し始めた影響が、「光がキラキラと降り注ぐ」という曲のイメージにつながったという。

## 参加ミュージシャン
- 藤原さくら - ボーカル、コーラス
- 永野亮（APOGEE）- プロデュース
- 佐瀬悠輔（GENTLE FOREST JAZZ BAND）- フリューゲルホルン